# The Prisoner of Zenda (filme de 1922)
The Prisoner of Zenda é um filme americano de aventura mudo de 1922 dirigido por Rex Ingram, uma das muitas adaptações do popular romance de 1894 de Anthony Hope, O Prisioneiro de Zenda, e a subsequente peça de 1896 de Hope e Edward Rose.

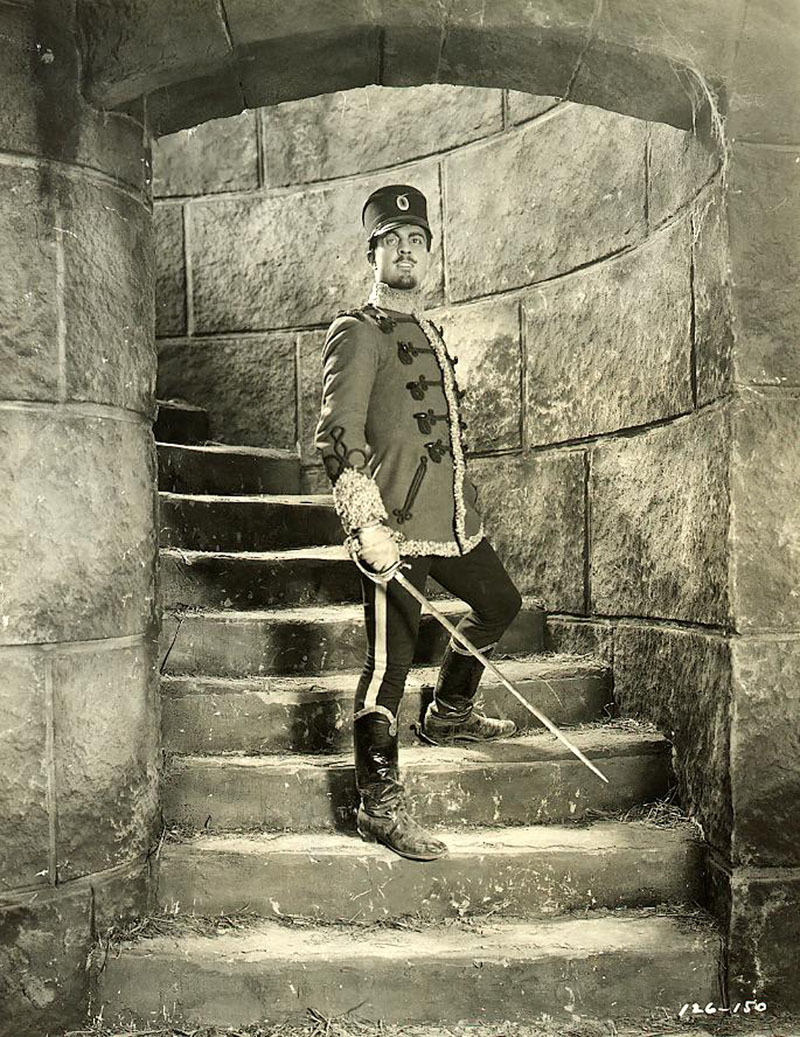
Ramon Novarro em The Prisoner of Zenda (1922)

## Elenco
- Lewis Stone como Rudolf Rassendyll/King Rudolf V
- Alice Terry como  Princess Flavia
- Robert Edeson como Colonel Sapt
- Stuart Holmes como Grand Duke Michael
- Ramon Novarro como Rupert of Hentzau
- Barbara La Marr como Antoinette de Mauban
- Malcolm McGregor como Captain Fritz von Tarlenheim
- Edward Connelly como Marshal von Strakencz
- Lois Lee como Countess Helga, Flavia's lady-in-waiting
- Snitz Edwards como Josef
- Johnny George como Dwarf assassin
- Fairfax Burger como Bersonin
- S.E. Jennings como De Gautet
- Ted Billings como Train Passenger (Não Creditado)

## Produção
O diretor Rex Ingram e a estrela Alice Terry se conheciam desde que trabalharam juntos no filme Shore Acres em 1920. Os dois escaparam juntos durante as filmagens em um sábado e se casaram. Eles passaram o domingo assistindo filmes juntos e voltaram ao trabalho na segunda-feira. Não foi revelado que eles se casaram até depois que o filme foi concluído e o casal estava em lua de mel.

## Recepção
O filme foi recebido positivamente pela crítica. O New York Times chamou de "vale a pena ver" embora "desnecessariamente falante", e escreveu que "grande parte da atuação é excelente", embora ocasionalmente "exagerada". "Não podia faltar", escreveu Variety do conteúdo do filme. "Provavelmente teria sido à prova de má direção, mas feito com um gerenciamento de palco perfeito e gosto literário requintado é perfeito." O New York World chamou de "elegância digna do início ao fim." "Uma das melhores produções dadas ao público pelo Sr. Ingram", noticiou o New York Telegram. "Tem todas as emoções e arrepios do melodrama, sem deixar uma lembrança desagradável."  "Talvez depois de uma deliberação madura eu possa querer retratar a declaração, mas neste momento de entusiasmo eu quero dizer que acho que O Prisioneiro de Zenda é o melhor filme que eu já vi", delirou o crítico do Chicago Tribune .